# 수로짜나 캄바오
수로짜나 캄바오(태국어: สุรจนา คำเบ้า, 태국어 발음: [sùʔ rót naː kʰam bâw], 1999년 12월 23일~)는 태국의 역도 선수이다. 2024년 하계 올림픽 여자 플라이급 동메달을 획득했으며 세계 선수권 대회에서 금메달 1개(2021)를 획득했다.

## 경력
1999년 치앙라이주 치앙콩군에서 태어났다. 어린 시절 학교 체육 교사의 권유로 역도를 시작했으며 고향을 떠나 촌부리주 체육 아카데미에서 역도를 배웠다.
2016년에 태국 청소년 국가대표로 발탁되었고 10월 말레이시아 조지타운에서 열린 세계 유스 선수권 대회에서 동메달을 획득했고 11월 일본 도쿄에서 열린 아시아 유스 선수권 대회에서 우승했다. 
이듬해인 2017년에 태국 역도 국가대표로 발탁되었으며 그 해 4월 투르크메니스탄 아시가바트에서 열린 아시아 선수권 대회에서 4위에 올랐다. 같은 해 9월 아시가바트에서 열린 2017년 실내 무도 아시안 게임에 참가하여 5위에 올랐다.